# Lecture Notes in Statistics
Die Lecture Notes in Statistics (LNS) sind eine Schriftenreihe zum Fachgebiet der Statistik, die seit 1980 erscheint.
Sie enthält Forschungsergebnisse und fortgeschrittene Vorlesungsskripte als Monographien. 
Die Herausgeber der Reihe waren im Jahr 2023 Peter Bühlmann, Peter Diggle, Ursula Gather und Scott Zeger.
Seit 2010 gibt es die Unterreihe Lecture Notes in Statistics – Proceedings mit eigener ISSN 1869-7240, in der Tagungsbände und Ergebnisbände von Workshops publiziert werden. Die Herausgeber der Unterreihe waren im Jahr 2023 Peter Bickel, Peter Diggle, Stephen Fienberg, Ursula Gather und Scott Zeger.  Die Unterreihe hat eine gemeinsame Bandzählung mit der Hauptreihe.